# Виктория фон Сакс-Кобург-Заалфелд
Вижте пояснителната страница за други личности с името Виктория.
Мария-Луиза-Виктория фон Сакс-Кобург-Заалфелд (на немски: Marie Louise Victoire von Sachsen-Coburg-Saalfeld, на английски: Mary Louise Victoria, Princess of Saxe-Coburg-Saalfeld, Duchess of Kent; * 17 август 1786, Кобург, Саксония-Кобург-Заалфелд; † 16 март 1861, Великобритания), наричана просто Виктория, от род Ернестини, е германска принцеса от Саксония-Кобург-Заалфелд, херцогиня на Кент и майка на кралица Виктория.

## Живот

### Произход и брак
Дъщеря е на херцог Франц фон Саксония-Кобург-Заалфелд (1750 – 1806) и графиня Августа Ройс Еберсдорф (1757 – 1831).
На 21 декември 1803 г. Виктория се омъжва за овдовелия княз Емих-Карл фон Лайнинген (1763 – 1814), чиято първа съпруга, Хенриета Ройс-Еберсдорф, ѝ е леля. Виктория ражда на Емих-Карл две деца.
Принц Емих-Карл умира на 4 юли 1814. Виктория се омъжва повторно за Едуард Огъстъс (1767 – 1820), херцог на Кент, на 29 май 1818 г. в Кобург (и отново на 11 юли 1818 г. в Лондон). Двамата имат една дъщеря, Александрина Виктория, бъдеща кралица на Обединено кралство Великобритания и Ирландия – кралица Виктория.
Херцогът на Кент умира на 23 януари 1820 г.

### Вдовица
Овдовялата Виктория, която не говори добре английски и притежава дворец в Кобург, където би могла да живее спокойно с издръжката от първия си съпруг, има малко причини да остане в Англия. По това време обаче наследството на британския престол не било много сигурно – тримата по-големи братя на Едуард Огъстъс, крал Джордж IV, Фредерик, херцогът на Йорк, и бъдещият крал Уилям IV, все още нямали деца от мъжки пол, които да подсигурят мъжката линията на наследяване на короната. В тази обстановка херцогиня Виктория решава, че е по-добре да остане в Англия, където да се бори един ден дъщеря ѝ да заеме английския престол, отколкото да живее тихо в Кобург.
Оставена почти разорена от съпруга си, херцогинята на Кент търси подкрепа от британското правителство за дълговете, които е наследила от него. След смъртта на Едуард Огъстъс и баща му, принцеса Александрина Виктория заема трето място в линията на наследяване на британската корона. Все още обаче парламентът не бил склонен да подкрепи един разорен кралски наследник. Херцогинята на Кент получава разрешение да заеме няколко стаи в разнебитения Кенсингтънски дворец, в който живеят още няколко разорени членове на кралското семейство. Там херцогинята отглежда дъщеря си Александрина-Виктория, на която един ден предстояло да стане кралица на Великобритания и императрица на Индия.
На херцогинята бил отпуснат дял от цивилната листа, макар че до нея достигало твърде малко заради изплащането на дълговете на покойния Едуард. Парламентът не бил склонен да увеличи издръжката на херцогинята и често ѝ напомнял екстравагантния начин на живот на покойния херцог на Кент. Главна финансова опора на херцогиня Виктория се оказва брат ѝ Леополд (по-късно крал на Белгия), който получавал доживотна издръжка от пет хиляди британски паунда, след като през 1816 г. се оженил за принцеса Шарлота Аугуста, дъщеря на крал Джордж IV, на която се очаквало да бъде бъдещ консорт.
През 1831 г. положението на принцеса Александрина-Виктория като наследник на короната било затвърдено, а увеличените перспективи пред херцогинята да заеме в бъдеще поста регент на дъщеря си увеличават доходите ѝ. Ключов фактор за това е избирането на Леополд (чиято съпруга Шарлота Августа умира при раждане през 1817) за крал на Белгия, което означавало, че в борбата за престола на дъщеря си херцогинята имала стопроцентовата подкрепа на чуждестранен владетел.

### Конфликт с краля
Херцогиня Виктория силно се привързва към ирландския офицер Джон Конрой, който служи като неин секретар. Вероятно заради влиянието на Конрой върху херцогинята скоро отношенията между нея и крал Уилям IV започват да се изострят. Невъздържаната херцогиня категорично отказвала на краля достъп до младата му племенница. По-нататък херцогинята на Кент продължила да се конфронтира с него, след като заела няколко стаи в Кенсингтънския дворец, които Уилям IV бил запазил за себе си. Освен това, херцогинята, която още преди възкачването на Уилям се отнасяла хладно към незаконните му деца, продължила да се отнася с тях по същия начин и след като баща им станал крал. Всичко това довежда до кисела сцена по време на една вечеря през 1836 г., когато кралят, който отново бил засегнат от херцогинята на Кент и Конрой, заявява публично, че се надява управлението му да продължи поне докато Александрина-Виктория не навърши зряла възраст и порицава вредното влиянието върху младата принцеса, което ѝ оказвали хората около нея.
Конрой силно се надява, че принцеса Александрина-Виктория ще се възкачи малолетна на престола, а това означавало назначаване на регентство, което след акта от 1831 щяло да бъде оглавено от майка ѝ (тя вече имала опит в тази дейност, тъй като заемала същия пост в Германия след смъртта на първия си съпруг). Като секретар на херцогинята и патрон на дъщеря ѝ, Конрой смятал, че с влиянието си над тях той ще бъде „силата зад трона“. В сметките на Конрой не влизал обаче чичото на Александрина-Виктория, крал Уилям IV, който доживява до нейното пълнолетие.
Конрой дълго обработва херцогинята на Кент, но често игнорира дъщеря ѝ и дори си позволява да я обижда. След навършването на нейното пълнолетие, Конрой осъзнава, че няма никакво влияние над бъдещата кралица. Използвайки влиянието си над майка ѝ, Конрой започва да оказва натиск върху младата Александрина-Виктория, опитвайки се, след като тя заеме престола, да си издейства поста на неин личен секретар. Плановете му пропадат, тъй като младата принцеса ясно виждала връзката между майка си и плановете на Конрой да я принуди да подпише документ, с който да го назначи за неин личен секретар. Когато Александрина-Виктория става кралица, тя се дистанцира от майка си и я принуждава да се премести в други покои по-далече от тези на кралицата. Така в първите години от управлението на кралица Виктория отношенията между херцогинята и дъщеря ѝ се оказват хладни.

### Помиряване
След като кралица Виктория ражда първия си син, принцът на Уелс, херцогинята на Кент отново се оказва добре дошла в кръга от приближените на дъщеря си. Вероятно това е резултат от отстраняването на баронеса Лецен по желание на принц Алберт, което, първо, отстранява влиянието на баронесата, която дълго хранела неприязън към херцогиня Виктория и Конрой, подозирайки ги в незаконни афери, и второ, това поставя кралица Виктория под пълното влияние на съпруга ѝ, принц Алберт, който настоявал кралицата да подобри отношенията с майка си. Освен това Конрой доброволно се обрича на изгнание в Европа, което прекратява влиянието му над херцогинята на Кент. Финансите на херцогиня Виктория, които биват оставени в пълен безпорядък от Конрой, са вкарани в ред от дъщеря ѝ и нейните съветници. Така херцогиня Виктория се превръща в една привързана към внуците си баба, което я сближава с дъщеря ѝ повече от всякога.

### Смърт
Херцогинята на Кент умира на 16 март 1861 г. във Фрогмор Хаус, Уиндзор. Погребана е в гробницата на херцозите на Кент в парка „Уиндзор“, близо до замъка Уиндзор.
Кралица Виктория е силно повлияна от смъртта на майка си. Това е началото на една ужасна за кралицата година, завършила със смъртта на съпруга ѝ, принц принц Алберт.

## Деца
От брака с Емих-Карл фон Лайнинген имат децата:
- Карл Вилхелм Фридрих Емих, 3-ти княз на Лайнинген (1804 – 1856)
- Анна Феодора Августа Шарлота (1807 – 1872), ∞ 1828 (дворец Кенсингтън, Лондон) княз Ернст I фон Хоенлое-Лангенбург (1794 – 1860).

От брака с Едуард Огъстъс има една дъщеря:
- Принцеса Александрина-Виктория (1819 – 1901), бъдеща кралица на Обединено кралство Великобритания и Ирландия